# Traité de Saint-Louis (1816)
Pour les articles homonymes, voir Traité de Saint-Louis.
Le traité de Saint-Louis de 1816 est un traité signé le 24 août 1816 entre les États-Unis et des représentants du Conseil des Trois Feux, une confédération amérindienne des tribus Ojibwés, Outaouais et Potawatomis.
Il règle un litige découlant du traité de Saint-Louis de 1804 signé par les Sauks et les Mesquakies par lequel ces tribus avaient cédé des terres ne leur appartenant pas. Par ce traité, les Amérindiens abandonnent leurs terres cédées lors du traité de 1804 en échange de marchandises et de paiements annuels de 1 000 dollars pendant 12 ans.